# Galafondo
Galafondo, aussi appelé Ouatéré, est une localité et une commune rurale de la préfecture de Kémo, en République centrafricaine. 

## Géographie
La commune de Galafondo est située au sud-ouest de la préfecture de Kémo. Elle est 
frontalière du Congo RDC. La localité de Galafondo est au carrefour de l'axe Damara - Sibut (route nationale RN2) et de l'axe Ouatéré - Oubangui (Possel), route nationale RN8.
| Ngoumbélé | Sibut     | Ngoumbélé |
| Damara    | Galafondo | Galabadja |
|           | Congo RDC |           |

## Villages
Les principaux villages de la commune sont : Galafondo (Watere), La Bamba, Bokaté, Pangbi-Kroma.
En zone rurale, la commune compte 55 villages recensés en 2003 : Boambali, Bokate, Bomba, Bombe, Bongango, Boulouvou, Carriere 1 (Mabo), Djouda 1, Djouda 2, Djouda Bolo 1, Djouda Bolo 2, Djouda Romon, Fere 2, Fere 3, Fere 4, Fere 1, Gbadia 1, Gbadrou-Gbada 1, Gbandjoungouma, Gbou (Yao 1), Guigui 2, Guigui 3, Guigui Leoua, Kassia, Kotto Bourou, La Bamba, Limite Coco, Mabo 2, Mabo Karoua, Mabo Pilote, Mandja-Hoto, Mbele, Mobindo, Mongossi 1, Mongossi 2, Ndokpa 1, Ngbema Gouli, Ngorossango, Ngoulia, Pambi-Kroma, Passeur Bac, Pololo, Sangue, Vougbandji, Watere, Wongo, Wourougbou, Yamodo 1, Yao 1, 
Yao 3, Yao 4, Yao Gbingala, Yao Gogo, Yaobanda, Yaobele.

## Éducation
La commune compte 10 écoles publiques : à Ferre 3, Galafondo, Gbakondja, Kpabe, Kotto-Bourou, Gbale, Kpalingui, Pami-Kroma, Djouda et Gressangue
.